# Ноходи, Мохаммад
Мохаммад Ноходи Ларими (перс. محمد نخودی‎; 7 февраля 2001, Джуйбар) — иранский борец вольного стиля, чемпион Азии 2024 года, четырёхкратный призёр чемпионатов мира.

## Карьера
Ноходи постоянно тренируется и проживает в Канаде, но на соревнованиях представляет Иран. 
В 2019 году в весовой категории до 74 кг на чемпионате Азии, который проходил в Китае, завоевал бронзовую медаль.
В 2021 году в Осло на чемпионате мира, в категории до 79 кг, стал серебряным призёром. В финале уступил чемпионство американцу Джордану Барроузу. В 2022 году на чемпионате мира в Белграде вновь завоевал серебряную медаль и опять в финальной схватке уступил американцу Барроузу.
В сентябре 2023 года на чемпионате мира в Белграде стал третьим. В борьбе за бронзу поборол Орхана Аббасова из Азербайджана.
В апреле 2024 года в Бишкеке, победив в финале монгольского борца Энхбаярына Бямбадоржа, завоевал золото чемпионата Азии. В октябре 2024 года на чемпионате мира в неолимпийских весовых категориях стал бронзовым призёром.

## Достижения
- Чемпионат Азии по борьбе 2019 — ;
- Чемпионат мира по борьбе 2021 — ;
- Чемпионат мира по борьбе 2022 — ;
- Чемпионат мира по борьбе 2023 — ;
- Чемпионат Азии по борьбе 2024 — ;
- Чемпионат мира по борьбе 2024 — .